# Абріола
Абріола (італ. Abriola) — муніципалітет в Італії, у регіоні Базиліката,  провінція Потенца.
Абріола розташована на відстані близько 320 км на південний схід від Рима, 14 км на південь від Потенци.
Населення — 1564 особи (2014).
Щорічний фестиваль відбувається 14 лютого. Покровитель — святий Валентин.

## Демографія
Населення за роками:

Станом на 1 січня 2023 року в муніципалітеті офіційно проживав 31 іноземець з 9 країн, серед них 18 громадян країн Євросоюзу та 1 громадянин України.

## Сусідні муніципалітети
- Анці
- Кальвелло
- Марсіко-Нуово
- Піньола
- Сассо-ді-Кастальда
- Тіто